# Dyskalkulia
Dyskalkulia rozwojowa – zaburzenie zdolności wykonywania działań arytmetycznych. Uznaje się, że jest to specyficzne zaburzenie rozwojowe o podłożu środowiskowym lub genetycznym.
Dawniej dyskalkulią określano również podobne objawy wynikające z organicznego uszkodzenia mózgu, obecnie diagnozą określającą taki stan jest akalkulia.
Szacuje się, że dyskalkulicy stanowią 3–6% społeczeństwa, a ponad 99% z nich nie ma świadomości, że dyskalkulia istnieje. Badania przeprowadzone w 2015 wykazały, że 11% dzieci z dyskalkulią ma również ADHD.
W klasyfikacji chorób i zaburzeń DSM-IV dzieci przejawiające trudności w uczeniu się matematyki są umieszczone w kategorii trudności w uczeniu się i określone jako osoby, które nie mogą osiągnąć adekwatnego do wieku poziomu biegłości w procesach matematycznych pomimo inteligencji w normie, sprzyjających warunków edukacyjnych, braku zaburzeń emocjonalnych i odpowiedniego poziomu motywacji do nauki.

## Rodzaje dyskalkulii
Ladislav Košč (słowacki neuropsycholog) dokonał klasyfikacji dyskalkulii na kilka typów:
- Dyskalkulia werbalna (słowna) ujawnia się w postaci zaburzeń zdolności nazywania pojęć i relacji matematycznych, trudności z określaniem liczby obiektów, problemów z nazywaniem cyfr i numerów.
- Dyskalkulia leksykalna (związana z czytaniem) to zaburzenie odczytywania symboli matematycznych, cyfr, liczb i znaków operacyjnych, trudności w kojarzeniu symboli operacyjnych (+, -, ×, <, >, ≤, ≥) z ich nazwami.
- Dyskalkulia graficzna objawia się trudnościami w zapisywaniu liczb i symboli operacyjnych, problemami z zapisem liczb przy pisemnym dodawaniu i odejmowaniu, mnożeniu i dzieleniu.
- Dyskalkulia wykonawcza polega na zaburzeniu manipulowania realnymi lub obrazkowymi obiektami w celach matematycznych – obliczania liczebności zbioru, porównywanie ilości i wielkości, trudnościach z uszeregowaniem obiektów w kolejności rosnącej lub malejącej, problemach z wskazywaniem, który z porównywanych obiektów jest mniejszy, większy, które obiekty są tej samej wielkości.
- Dyskalkulia pojęciowo-poznawcza to zaburzenie rozumienia idei matematycznych, relacji niezbędnych do dokonywania obliczeń pamięciowych, dziecko wykazuje trudności w dostrzeganiu zależności liczbowych (np. 6 to połowa 12).
- Dyskalkulia operacyjna jest zaburzeniem dotyczącym dokonywania działań matematycznych mimo możliwości wzrokowo-przestrzennych oraz umiejętności czytania i pisania liczb.

## Objawy dyskalkulii
- nieumiejętność wykonywania elementarnych działań na materiale liczbowym (dodawania, odejmowania, dzielenia, mnożenia)
- wtórny zanik zdolności myślenia logicznego na materiale liczbowym
- ogólne problemy w dedukcji, rozumowaniu, analizowaniu i wyciąganiu wniosków z działań matematycznych
- ataki nerwicowe lub stresowe przed wykonywaniem działań matematycznych

## Objawy, które można zaobserwować w życiu powszednim
- problemy z odczytywaniem poprawnej godziny z zegarka
- zapominanie następnego etapu jakiejś operacji
- błędy „nieuwagi”
- trudności w rozumieniu języka matematycznego
- liczenie na palcach
- trudności w odczytywaniu map
- częste naciskanie złych przycisków w kalkulatorze
- uczeń wydaje się rozumieć temat na lekcji, ale nie umie samodzielnie pojąć go w domu
- trudności w kontynuowaniu rozpoczętych procesów matematycznych